# Catena Nero-Tolminski Kuk-Rodica
La Catena Nero-Tolminski Kuk-Rodica (in sloveno Greben Krn-Tolminski Kuk-Rodica) è un massiccio montuoso delle Alpi Giulie. Si trova in Slovenia.

## Collocazione
Secondo le definizioni della SOIUSA la Catena Nero-Tolminskikuk-Rodica ha i seguenti limiti geografici: Passo di Collepietro, Valle della Baccia, Tolmino, fiume Isonzo, torrente Lepena, Sella Vratca, Lago di Bohinj, Sava Bohinjka, Sava, torrente Sora, torrente Selška Sora, Passo di Collepietro.
Essa raccoglie un porzione sud-orientale delle Alpi Giulie.

## Classificazione
La SOIUSA definisce la Catena Nero-Tolminskikuk-Rodica come un supergruppo alpino e vi attribuisce la seguente classificazione:
- Grande parte = Alpi Orientali
- Grande settore = Alpi Sud-orientali
- Sezione = Alpi e Prealpi Giulie
- Sottosezione = Alpi Giulie
- Settore di sottosezione = Alpi Giulie Orientali[1]
- Supergruppo = Catena Nero-Tolminskikuk-Rodica
- Codice =  II/C-34.I-F

## Suddivisione
La Catena Nero-Tolminskikuk-Rodica viene suddivisa in tre gruppi e sette sottogruppi:
- Monti inferiori di Bohinj (10)
  - Dorsale Bogatin-Vogel (10.a)
  - Dorsale Rodica-Črna prst (10.b)
  - Dorsale del Možic (10.c)
- Gruppo del Monte Nero (11)
  - Nodo del Monte Nero (11.a)
  - Costiera del Polovnik (11.b)
- Gruppo Ratitovec-Jelovica (12)
  - Sottogruppo del Ratitovec (12.a)
  - Sottogruppo della Jelovica (12.b)

## Montagne
Le montagne principali appartenenti alla Catena Nero-Tolminski Kuk-Rodica sono:
- Monte Nero (Krn) - 2.244 m
- Monte Rosso[3] (Batognica) - 2.164 m
- Vrh nad Peski - 2.176 m
- Krnčica - 2.142 m
- Monte Cucco (Tolminski Kuk) - 2.085 m
- Podrta gora - 2.061 m
- Vrh nad Škrbino - 2.054 m
- Veliki Lemež - 2.043m
- Mahavšček - 2.008 m
- Zeleni vrh - 1.982 m
- Monte Bogatin (Bogatin) - 1.977 m
- Raskovec - 1.967 m
- Oblo brdo - 1.957 m
- Monte Vacu (Vogel)[4] - 1.922 m
- Monte Cradizza[5]  (Rodica) - 1.964 m
- Kser - 1.900 m
- Šija - 1.880 m
- Kuk - 1.879 m
- Črna Prst - 1.844 m
- Cez Suho - 1.773 m
- Ratitovec - 1.678 m
- Ratitovec - 1.666 m
- Možic - 1.602 m
- Slatnik - 1.598 m
- Šavnik - 1.574 m
- Dravh - 1.547 m
- Kačji rob - 1.512 m
- Kobla	- 1.492 m
- Žbajnek - 1.487 m
- Polovnik - 1.417 m
- Crni Vrh - 1.435 m
- Monte Mrzli (Mrzli vrh) - 1.359 m
- Gladki Vrh - 1.286 m
- Kremant - 1.286 m
- Javorjev Vrh - 1.240 m
- Brezovec - 1.099 m
- Kobilja Glava - 1.055 m
- Kosmati Vrh - 932 m
- Bezovniški Vrh - 675 m